# Hans Herbert Böhrs
Hans Herbert Böhrs (* 15. Januar 1940 in Hamburg; † 8. Mai 2022 ebenda) war ein deutscher Musiker, Komiker, Radiomoderator und Schauspieler.

## Leben
Böhrs galt als einer der Gründungsväter der „Hamburger Szene“. Bekannt wurde er als Mitglied der Musikgruppe Rentnerband und durch die Fernsehserie Bananas. Für den NDR arbeitete Böhrs als Moderator mehrere Jahre. In der Fernsehreihe Dittsche trat Böhrs als Gast in der Folge vom 6. Dezember 2009 (12. Staffel) auf. Böhrs war Mitveranstalter der Hamburger Stadtpark-Konzerte und ab 1976 Organisator der Verkleidungsparty LiLaBe. Er wurde in Hamburg am Friedhof Diebsteich bestattet.

## Diskografie

### Alben
- 1980: Schmalz-Harry präsentiert brandalte Hits, RCA[4]

### Singles
- 1980 – Schmalz-Harry: Ich denke oft an Gerda / Ketchup und Curry, RCA Victor[5]
- 1980 – Hans Herbert: Erwin (Der King im Ring) / Ich fahre voll, RCA Victor[6]
- 1981 – Hans Herbert · der von BANANAS: Stri, Stra, Streuselkuchen / Knochenbrecher Räggie, Hansa[7]
- 1983 – Hans Herbert · Der von »Bananas«: Völlig abgebrannt (Der kleine Tom) / Der Mann mit dem Schiebedach, RCA Victor[8]
- 1983 – Hans Herbert und die Rentnerband: Ringelpitz und Ramba Zamba / Der Andere, Black Box[9][10]

## Filmografie
- 1981–1984: Bananas
- 1984: Geschichten aus der Heimat (Fernsehserie) Folge: Die Läutseligen
- 1987: Frankobella: Sketchshow mit Frank Zander
- 1989: Otto – Der Außerfriesische
- 2009+2010: Dittsche
- 2010: Otto’s Eleven
- Dennis und Jesko